# 厌恶疗法
厭惡療法（Aversion therapy）是以古典制約理論為基礎的心理治療療法。治療者利用某些非制約刺激（如反胃、嘔吐），以古典制約的原理使某些中性刺激（如性行為）轉變為制約刺激，使被治療者不再產生某種行為。這種療法通常被用在治療酗酒、毒癮、性罪行等。